# The Warning (musikgrupp)
The Warning är ett rockband från Monterrey, Mexiko som bildades 2013 av de tre systrarna Daniela (gitarr, piano, sång), Paulina (trummor, piano, sång) och Alejandra (bas, piano, bakgrundssång). Gruppen fick uppmärksamhet när deras cover på Metallicas "Enter Sandman" blev ett viralt fenomen.

## Historia
Trots medlemmarnas unga ålder går bandets historia tillbaka till mitten av 2000-talet när Daniela började spela piano. Paulina började några år senare. Båda började spela i femårsåldern, till en början klassisk musik. Efter att ha spelat piano ett tag fick de möjlighet att välja ett andra instrument och valde då sina nuvarande instrument, även om valet inte var självklart för alla. Alejandra funderade först på att välja harpa men efter att ha kollat på otaliga klipp på Youtube så fastnade hon för bas.
Vid sidan av piano spelade de även konsolspelet Rock Band, vilket har spelat en viktig roll i deras liv. Därigenom såg deras far att Paulina hade talang för trummor. De har även med två av sina egna låtar i spelet, "Free Falling" från deras första EP Escape the Mind och "Survive" från deras debutalbum XXI Century Blood.

### Escape the Mind
Denna EP var egentligen inte tänkt att ges ut, utan var mer tänkt för att The Warning skulle få känna på hur det är att jobba i en studio. Efter inspelning fanns dock material som kunde ges ut.

## Diskografi

### EPs
| År   | Titel           | Utgiven       |
| ---- | --------------- | ------------- |
| 2015 | Escape the Mind | 14 April 2015 |

### Studioalbum
| År   | Titel                     | Utgiven          |
| ---- | ------------------------- | ---------------- |
| 2017 | XXI Century Blood         | 27 Mars 2017     |
| 2018 | Queen of the Murder Scene | 25 November 2018 |
| 2022 | ERROR                     | 24 June 2022     |

### Låtlistor

#### Escape the Mind
Alla låtar är skrivna och komponerade av The Warning. 
| Nr | Titel                               | Längd |
| -- | ----------------------------------- | ----- |
| 1. | Take Me Down                        | 4:04  |
| 2. | Fade Away                           | 3:19  |
| 3. | Eternal Love                        | 3:29  |
| 4. | Escape the Mind                     | 4:13  |
| 5. | Free Falling                        | 3:54  |
| 6. | Escape the Mind (Piano only, Bonus) | 4:13  |

#### XXI Century Blood
Alla låtar är skrivna och komponerade av The Warning. 
| Nr  | Titel                       | Längd |
| --- | --------------------------- | ----- |
| 1.  | XXI Century Blood           | 3:57  |
| 2.  | Shattered Heart             | 4:09  |
| 3.  | Survive                     | 5:08  |
| 4.  | Wildfire                    | 3:32  |
| 5.  | Black Holes (Don't Hold On) | 5:01  |
| 6.  | Our Mistakes                | 4:14  |
| 7.  | When I'm Alone              | 3:29  |
| 8.  | Runaway                     | 3:58  |
| 9.  | Unmendable                  | 3:35  |
| 10. | Copper Bullets              | 3:41  |
| 11. | Show Me the Light           | 4:28  |
| 12. | Exterminated (Live Session) | 3:24  |
| 13. | River's Soul (Live Session) | 4:14  |

#### Queen of the Murder Scene
Alla låtar är skrivna och komponerade av The Warning. 
| Nr  | Titel                               | Längd |
| --- | ----------------------------------- | ----- |
| 1.  | Dust to Dust                        | 3:43  |
| 2.  | Crimson Queen                       | 4:10  |
| 3.  | Ugh                                 | 4:18  |
| 4.  | The One                             | 4:18  |
| 5.  | Stalker                             | 4:27  |
| 6.  | Red Hands Never Fade                | 3:27  |
| 7.  | The Sacrifice                       | 4:16  |
| 8.  | Sinister Smiles                     | 4:15  |
| 9.  | Dull Knives (Cut Better)            | 3:07  |
| 10. | Queen of the Murder Scene           | 3:54  |
| 11. | P.S.Y.C.H.O.T.I.C.                  | 3:39  |
| 12. | Hunter                              | 3:44  |
| 13. | The End (Stars Always Seem to Fade) | 3:53  |